# The Victory of Conscience
The Victory of Conscience è un film muto del 1916 diretto da Frank Reicher.

## Trama
Dimitri e Louis, due ricchi aristocratici, sono in viaggio alla volta di Parigi quando si fermano per la notte in una locanda dove si esibisce la bella Rosette. Affascinati dalla ragazza, la convincono a unirsi a loro promettendole un futuro luminoso nella capitale francese. Corteggiata da ambedue, Rosette sceglie Louis, con il quale passa la notte. Ma lui, poi, le annuncia che non ha nessuna intenzione di sposarla. Remy, che lavora alla locanda, ha seguito il gruppo e, sentite le parole di Louis, lo aggredisce ingaggiando con lui una lotta feroce. Abbandonato ferito gravemente, Louis viene salvato da un sacerdote: riflettendo sulla sua vita, si pente e decide di seguire la religione e di diventare sacerdote anche lui.
A Parigi, Rosette è diventata la stella di un night club frequentato dalla malavita. Viene a vederla Dimitri ma, quella notte, arriva nel locale anche Louis, alla ricerca di un uomo la cui moglie sta per morire. I due si ritrovano e combattono per Rosette: questa volta il vincitore è Louis, che convince la ragazza a lasciare il palcoscenico e le frivolezze della vita per diventare suora.
Scoppia la prima guerra mondiale: Louis salva quella che ormai è diventata suor Rose Marie dai tedeschi. Il prete viene ferito mortalmente, ma gli spiriti dei due ex amanti ormai sono uniti per sempre.

## Produzione
Il film fu prodotto dalla Jesse L. Lasky Feature Play Company.

## Distribuzione
Distribuito dalla Paramount Pictures e dalla Famous Players-Lasky Corporation, il film uscì nelle sale cinematografiche USA il 27 agosto 1916.
Copia della pellicola viene conservata negli archivi della Library of Congress.